# Плутон (міфологія)

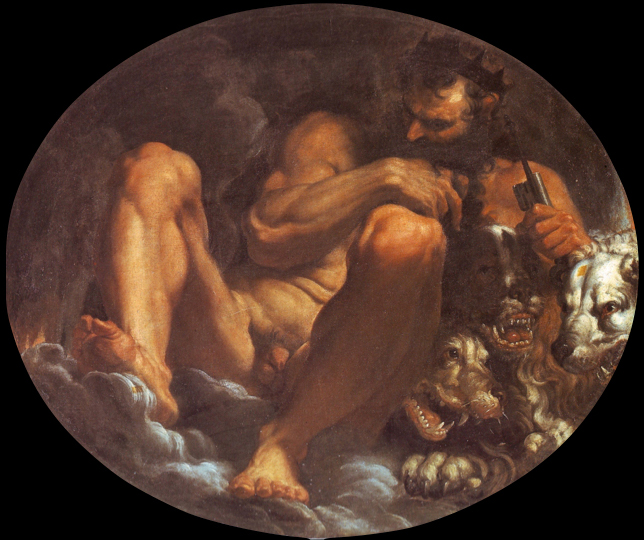
Плутон (1592) Аґостіно Караччі. Бог підземного світу тримає скіпетр і ключ. Збоку — Цербер.

Плутон (лат. Pluto) — в античній міфології бог підземного світу, володар «царства тіней» померлих, син Сатурна й Опс, брат Юпітера, Нептуна й Керери.
У римській міфології збірний образ Плутона часто переплітається з богами підземного світу ранішого часу — Евбулеєм, Dis Pater та Орком, що мають очевидне походження від підкорених римлянами народів.
Атрибутами Плутона є четвірка чорних коней (один із них — Аластор).